# 宇治橋断碑

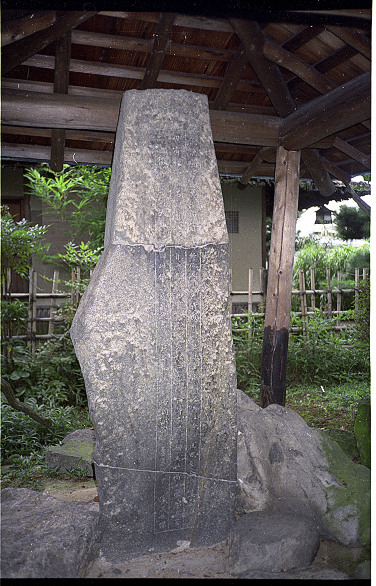
宇治橋断碑

宇治橋断碑（うじばしだんぴ）は、京都府宇治市の橋寺放生院にある宇治橋の由来を記した石碑の断片で、大化2年（646年）に僧道登が架橋したと記す。日本現存最古の石碑のひとつと考えられる。重要文化財。

## 概略
宇治橋断碑は、宇治橋架橋の由来を刻す石碑の首部三分の一で、1791年（寛政3年）の春に橋寺放生院の境内（一説では宇治河畔）で発見された。残りの碑身は見つからなかったが、『帝王編年記』（14世紀後半成立）に碑の全文が収録されており、それに基づいて尾張の学者小林亮適らが、古法帖の文字をつらねてこれを補刻し欠損部を復元、1793年（寛政5年）に完成した。その経緯については、碑陰（碑の裏面）に刻されている。
碑文は、大化2年（646年）に僧道登が架橋したと記すが、これは宇治橋を架けたのは道昭とする『続日本紀』の記述と矛盾する。他に証拠がないためどちらが正しいかは不明。『日本霊異記』、『扶桑略記』、『今昔物語集』は道登が架けたとするが、これらは当該碑文の流れを汲む文で証とするには足りない。なお碑文を載せる『帝王編年記』では大化2年に道登と道昭が造ったとあり、『扶桑略記』は国史曰として道昭創始も併記。なお、道登の架橋は民間の協力による事業で、道登の架けた宇治橋が流された後に、留学先の唐から帰国した道昭が近江朝廷の支援を受けて官道の一環として宇治橋を架橋したため、『続日本紀』では民間事業である道登の事績は顧みられなかったとする説もある。
碑の建てられた年代は不詳。碑文に記された「大化二年」は宇治橋架橋の年代で、その記述を信じたとしても建碑が同時であると考える必要はない。この件につき書家で書道史家の魚住和晃は、書法が北魏様であること、刻法が素朴であることなどから平安時代まで下げることはできない。また碑文の内容は宇治橋縁起ではなく道登の供養であり、生前供養の可能性を含め大化2年からそれ程離れない時代だろうと言っている。

## 碑文

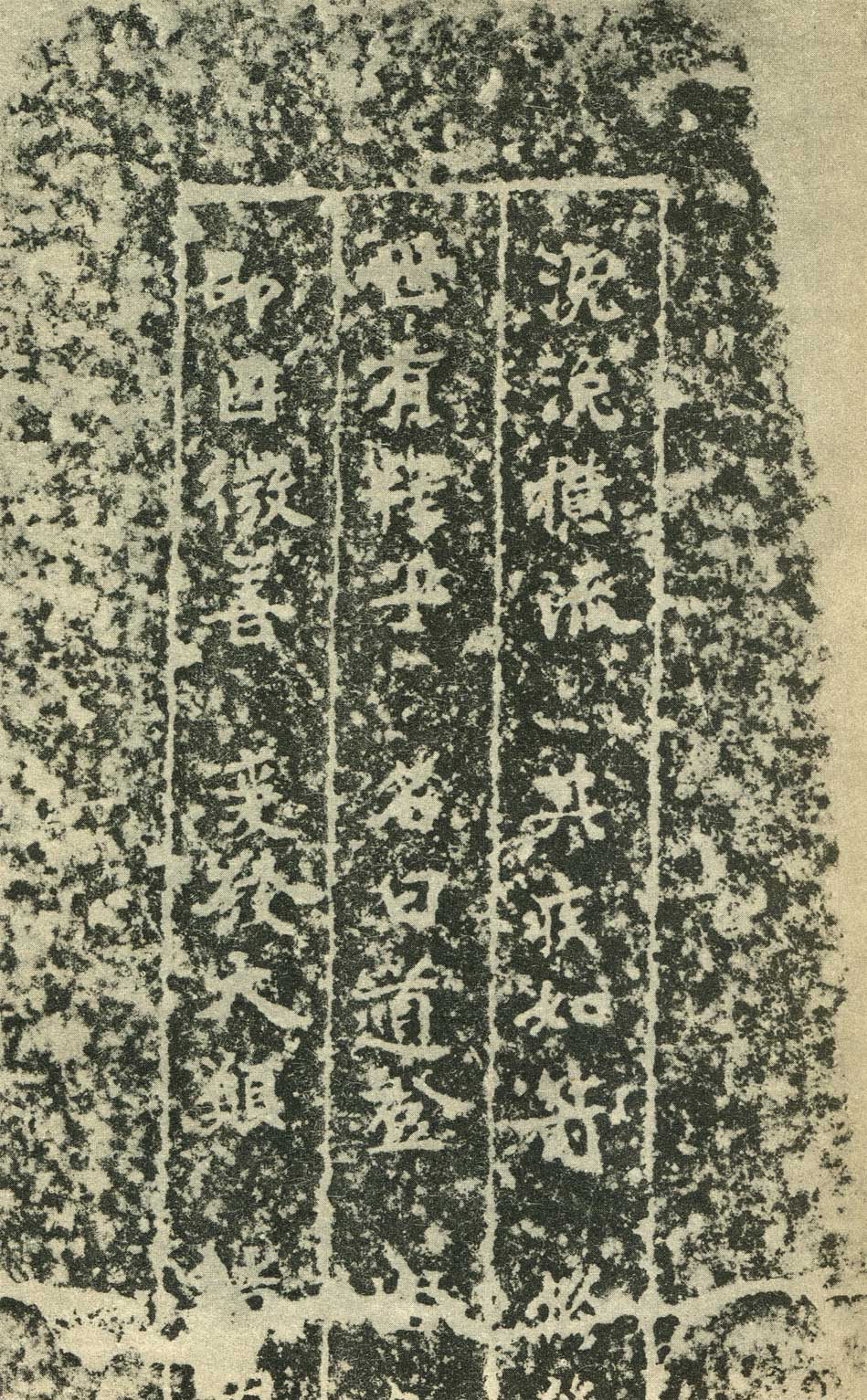
碑文の拓本

『帝王編年記』所載の碑文は次のとおり。ただし、太字は断碑に残る箇所で『編年記』の「浼々」を断碑通りに「浼浼」に修正。
浼浼横流　其疾如箭　修々征人　停騎成市　欲赴重深　人馬亡命　従古至今　莫知航竿
世有釈子　名曰道登　出自山尻　慧満之家　大化二年　丙午之歳　搆立此橋　済度人畜
即因微善　爰発大願　結因此橋　成果彼岸　法界衆生　普同此願　夢裏空中　導其昔縁
補石の際に、第1行第3句「々」を「修」に、第1行第8句「竿」を「葦」に、第3行第8句「昔」を「苦」に改めている。または、金石文研究家の藪田嘉一郎（1905～76）はさらに第1行第8句「航」を「杭」に、第2行第4句「慧」を「恵」に正す。その校正理由は、
- 「々」→「修」- 書き出しの「浼浼」は「々」を使っていない。
- 「航竿」→「杭葦」 - 『帝王編年記』一本に「杭葦」とあり、「杭葦」という語は『詩経』にある。書き出しの「浼浼」も『詩経』から出た語。
- 「慧」→「恵」 - 「慧」と「恵」は同意。藪田は「慧満」を人名と捉え、ならば「恵」の方がいいとする。しかし「慧満」は普通名詞とも考えられる。
- 「昔」→「苦」 - 「昔縁」では意味が通じない。「苦因」と同義の「苦縁」という語があり、それならば意味が通じる。